# Earl C. Slipher
Earl Charles Slipher (25 mars 1883 – 7 août 1964) est un astronome américain. Il est le frère de l'astronome Vesto Slipher.

## Biographie
Slipher est né à Mulberry  dans l'Indiana. Il a d'abord rejoint l'Observatoire Lowell en 1908 et y est devenu un planétologue notable, se concentrant sur la planète Mars. Il a publié l'Histoire photographique de Mars (1905-1961). En 1957, il est apparu dans l'épisode Mars et au-Delà de Disneyland; discutant la possibilité de l'existence de la vie sur Mars.
Il a également servi en tant que maire de Flagstaff, Arizona,  à partir de 1918 à 1920, et plus tard en tant que membre de la législature d'état d'Arizona jusqu'en 1933.
Le cratère Clipper (en) sur la Lune est nommé d'après Earl et Vesto Slipher, comme aussi l'astéroïde (1766) Slipher, découvert le 7 septembre 1962 par l'Indiana Asteroid Program.